# Så flyt dog!
Så flyt dog! (original titel: Failure to Launch) er en amerikansk romantisk komedie fra 2006 med Matthew McConaughey og Sarah Jessica Parker i hovedrollerne.

## Handling
Tripp (Matthew McConaughey) er en 35-årig mand, der stadig bor hjemme. Det er gratis, han har en stor stue og mor (Kathy Bates), der tager sig af vasketøjet. Forældrene, der har gjort alt for at få ham til at flytte og da de bliver desperate lejer de en dag den smukke Paula (Sarah Jessica Parker), der er specialist i at lokke mænd til at forelske sig i hende – og få dem til at flytte hjemmefra.

## Roller
- Matthew McConaughey – Tripp
- Sarah Jessica Parker – Paula
- Zooey Deschanel – Kit
- Justin Bartha – Ace
- Bradley Cooper – Demo
- Terry Bradshaw – Al
- Kathy Bates – Sue
- Tyrel Jackson Williams – Jeffrey
- Katheryn Winnick – Melissa
- Rob Corddry – Jim The Gun Salesman
- Patton Oswalt – Techie Guy
- Stephen Tobolowsky – Bud
- Kate McGregor-Stewart – Bey
- Adam Alexi-Malle – Mr. Axelrod

## Filmkritik
Nogle ellers negative anmeldelser fremhævede Zooey Deschanels præstation som filmens højdepunkt. En anmelder skrev, at "Selv med en forholdsvis lille rolle, blæser hun hele filmen i småstykker".